# Serie A 2001/2002
Soutěžní ročník Serie A 2001/02 byl 100. ročník nejvyšší italské fotbalové ligy a 70. ročník od založení Serie A. Soutěž začala 26. srpna 2001 a skončila 5. května 2002. Účastnilo se jí opět 18 týmů z toho 14 se kvalifikovalo z minulého ročníku. Poslední čtyři týmy předchozího ročníku, jimiž byli Reggina Calcio, Vicenza Calcio, SSC Neapol a poslední tým ročníku - AS Bari, sestoupily do Serie B. Opačným směrem putovali čtyři týmy, jimiž byli Turín Calcio (vítěz druhé ligy), Piacenza FC, AC ChievoVerona a AC Benátky.
Titul v soutěži obhajoval AS Řím, který v minulém ročníku získal 3. prvenství v soutěži.

## Přestupy hráčů
| Jméno                | odkud                | kam                  | cena           |  |
| -------------------- | -------------------- | -------------------- | -------------- |  |
| Zinédine Zidane      | Juventus FC          | Real Madrid          | 77 500 000 eur |  |
| Gianluigi Buffon     | AC Parma             | Juventus FC          | 52 000 000 eur |  |
| Gaizka Mendieta      | Valencia CF          | SS Lazio             | 48 000 000 eur |  |
| Juan Sebastián Verón | SS Lazio             | Manchester United FC | 42 600 000 eur |  |
| Manuel Rui Costa     | AC Fiorentina        | Milán AC             | 42 000 000 eur |  |
| Lilian Thuram        | AC Parma             | Juventus FC          | 41 500 000 eur |  |
| Pavel Nedvěd         | SS Lazio             | Juventus FC          | 38 700 000 eur |  |
| Filippo Inzaghi      | Juventus FC          | Milán AC             | 36 000 000 eur |  |
| Antonio Cassano      | AS Bari              | AS Řím               | 28 500 000 eur |  |
| Hidetoši Nakata      | AS Řím               | AC Parma             | 28 000 000 eur |  |
| Francesco Toldo      | AC Fiorentina        | FC Inter Milán       | 26 500 000 eur |  |
| Jaap Stam            | Manchester United FC | SS Lazio             | 25 750 000 eur |  |
| Márcio Amoroso       | AC Parma             | Borussia Dortmund    | 25 500 000 eur |  |
| Stefano Fiore        | Udinese Calcio       | SS Lazio             | 25 000 000 eur |  |
| Marcelo Salas        | SS Lazio             | Juventus FC          | 25 000 000 eur |  |
| Robbie Keane         | FC Inter Milán       | Leeds United         | 18 000 000 eur |  |
| Sérgio Conceição     | AC Parma             | FC Inter Milán       | 18 000 000 eur |  |
| Andrea Pirlo         | FC Inter Milán       | Milán AC             | 17 000 000 eur |  |
| Evanílson            | Borussia Dortmund    | AC Parma             | 17 000 000 eur |  |
| Javi Moreno          | Deportivo Alavés     | Milán AC             | 16 000 000 eur |  |

## Složení ligy v tomto ročníku
| Klub             | Město     | Stadión                 | Kapacita | Trenér | 2000/01          |
| ---------------- | --------- | ----------------------- | -------- | --- | ---------------- |
| AC Benátky       | Benátky   | Pier Luigi Penzo        | 7 389    | Cesare Prandelli (do 5. kola) Alfredo Magni (do 6. kola) Sergio Buso (do 7. kola) Alfredo Magni                                                                          | Serie B          |
| Atalanta BC      | Bergamo   | Atleti Azzurri d'Italia | 21 300   | Giovanni Vavassori | 7.               |
| Bologna FC 1909  | Bologna   | Renato Dall'Ara         | 36 462   | Francesco Guidolin | 10.              |
| Brescia Calcio   | Brescia   | Mario Rigamonti         | 20 550   | Carlo Mazzone | 8.               |
| AC Fiorentina    | Florencie | Artemio Franchi         | 46 366   | Roberto Mancini (do 17. kola) Luciano Chiarugi (do 18. kola) Ottavio Bianchi (do 29. kola) Luciano Chiarugi                                                              | 9.               |
| US Lecce         | Lecce     | Via del Mare            | 33 876   | Alberto Cavasin (do 20. kola) Delio Rossi | 13.              |
| Milán AC         | Milán     | Giuseppe Meazza         | 82 955   | Fatih Terim (do 10. kola) Carlo Ancelotti | 6.               |
| FC Inter Milán   | Milán     | Giuseppe Meazza         | 82 955   | Héctor Cúper | 5.               |
| AC Parma         | Parma     | Ennio Tardini           | 27 906   | Renzo Ulivieri (do 5. kola) Pietro Carmignani (do 6. kola) Renzo Ulivieri (do 9. kola) Pietro Carmignani (do 10. kola) Daniel Passarella (do 15. kola) Pietro Carmignani | 4.               |
| AC Perugia       | Perugia   | Renato Curi             | 23 625   | Serse Cosmi | 11.              |
| Piacenza FC      | Piacenza  | Leonardo Garilli        | 21 668   | Walter Novellino | Serie B          |
| AS Řím           | Řím       | Olimpico                | 82 307   | Fabio Capello |                  |
| SS Lazio         | Řím       | Olimpico                | 82 307   | Dino Zoff (do 3. kola) Alberto Zaccheroni | Bronzová medaile |
| Juventus FC      | Turín     | Delle Alpi              | 69 041   | Marcello Lippi | Stříbrná medaile |
| Turín Calcio     | Turín     | Delle Alpi              | 69 041   | Giancarlo Camolese | Serie B          |
| Udinese Calcio   | Udine     | Friuli                  | 41 652   | Roy Hodgson (do 5. kola) Gian Piero Ventura (do 6. kola) Roy Hodgson (do 14. kola) Gian Piero Ventura                                                                    | 12.              |
| AC ChievoVerona  | Verona    | Marc'Antonio Bentegodi  | 39 371   | Luigi Delneri | Serie B          |
| Hellas Verona FC | Verona    | Marc'Antonio Bentegodi  | 39 371   | Alberto Malesani | 14.              |

## Tabulka
| Poř. | Tým              | Z  | V  | R  | P  | VG | OG | B  |
| ---- | ---------------- | -- | -- | -- | -- | -- | -- | -- |
| 1.   | Juventus FC      | 34 | 20 | 11 | 3  | 64 | 23 | 71 |
| 2.   | AS Řím           | 34 | 19 | 13 | 2  | 58 | 24 | 70 |
| 3.   | FC Inter Milán   | 34 | 20 | 9  | 5  | 62 | 35 | 69 |
| 4.   | Milán AC         | 34 | 14 | 13 | 7  | 47 | 33 | 55 |
| 5.   | AC ChievoVerona  | 34 | 14 | 12 | 8  | 57 | 52 | 54 |
| 6.   | SS Lazio         | 34 | 14 | 11 | 9  | 50 | 37 | 53 |
| 7.   | Bologna FC 1909  | 34 | 15 | 7  | 12 | 40 | 40 | 52 |
| 8.   | AC Perugia       | 34 | 13 | 7  | 14 | 38 | 46 | 46 |
| 9.   | Atalanta BC      | 34 | 12 | 9  | 13 | 41 | 52 | 45 |
| 10.  | AC Parma         | 34 | 12 | 8  | 14 | 43 | 47 | 44 |
| 11.  | Turin Calcio     | 34 | 10 | 13 | 11 | 37 | 39 | 43 |
| 12.  | Piacenza FC      | 34 | 11 | 9  | 14 | 49 | 43 | 42 |
| 13.  | Brescia Calcio   | 34 | 9  | 13 | 12 | 43 | 52 | 40 |
| 14.  | Udinese Calcio   | 34 | 11 | 7  | 16 | 41 | 52 | 40 |
| 15.  | Hellas Verona FC | 34 | 11 | 6  | 17 | 41 | 53 | 39 |
| 16.  | US Lecce         | 34 | 6  | 10 | 18 | 36 | 56 | 28 |
| 17.  | AC Fiorentina    | 34 | 5  | 7  | 22 | 29 | 63 | 22 |
| 18.  | AC Benátky       | 34 | 3  | 9  | 22 | 30 | 61 | 18 |

Poznámky
- Z = Odehrané zápasy; V = Vítězství; R = Remízy; P = Prohry; VG = Vstřelené góly; OG = Obdržené góly; B = Body

|  | Mistr ligy a Přímý postup do Ligy mistrů 2002/03 |
|  | Přímý postup do Ligy mistrů 2002/03              |
|  | Postup do 3. předkola Ligy mistrů 2002/03        |
|  | Přímý postup do 1. kola Poháru UEFA 2002/03      |
|  | Sestup do Serie B 2002/03                        |

## Střelecká listina
.
Nejlepšími střelci tohoto ročníku Serie A se stali dva hráči. Francouzský útočník David Trezeguet z týmu Juventus FC a italský útočník Dario Hübner z týmu Piacenza FC. Oba vstřelili 24 branek.
| P.  | Nár       | Hráč                 | Tým             | Branky |
| --- | --------- | -------------------- | --------------- | ------ |
| 1.  | Francie   | David Trezeguet      | Juventus FC     | 24     |
| 1.  | Itálie    | Dario Hübner         | Piacenza FC     | 24     |
| 3.  | Itálie    | Christian Vieri      | FC Inter Milán  | 22     |
| 4.  | Itálie    | Marco Di Vaio        | AC Parma        | 20     |
| 5.  | Itálie    | Filippo Maniero      | AC Benátky      | 18     |
| 6.  | Itálie    | Alessandro Del Piero | Juventus FC     | 16     |
| 6.  | Itálie    | Cristiano Doni       | Atalanta BC     | 16     |
| 8.  | Itálie    | Roberto Muzzi        | Udinese Calcio  | 14     |
| 8.  | Ukrajina  | Andrij Ševčenko      | Milán AC        | 14     |
| 10. | Itálie    | Luca Toni            | Brescia Calcio  | 13     |
| 10. | Argentina | Hernán Crespo        | SS Lazio        | 13     |
| 10. | Itálie    | Massimo Marazzina    | AC ChievoVerona | 13     |
| 10. | Itálie    | Vincenzo Montella    | AS Řím          | 13     |

## Vítěz
| Serie A 2001/02 Juventus FC (26. titul) |